# FDP-Bundesparteitag 2013
Koordinaten: 52° 28′ 27″ N, 13° 27′ 34″ O

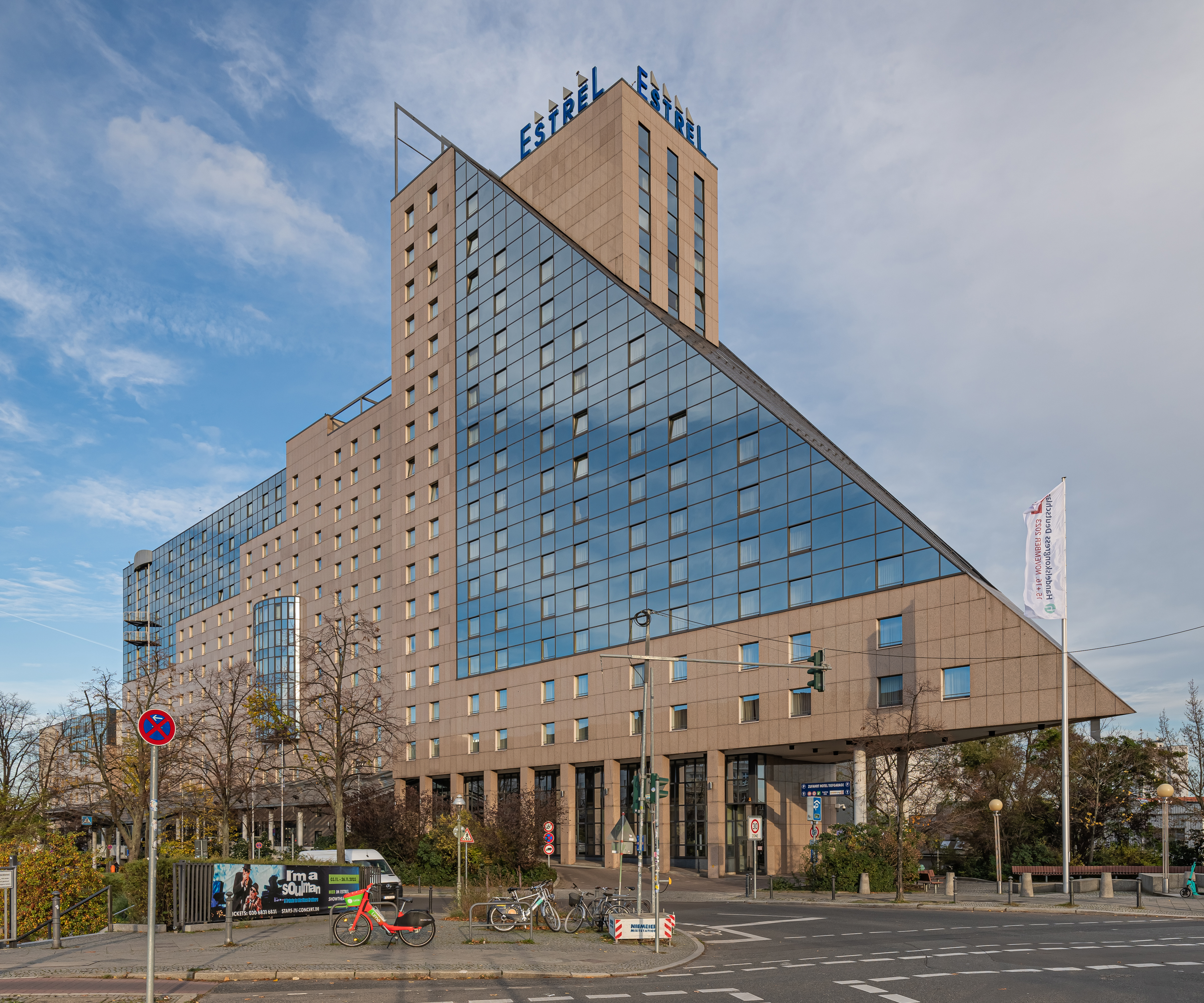
Das Tagungshotel Estrel in Berlin

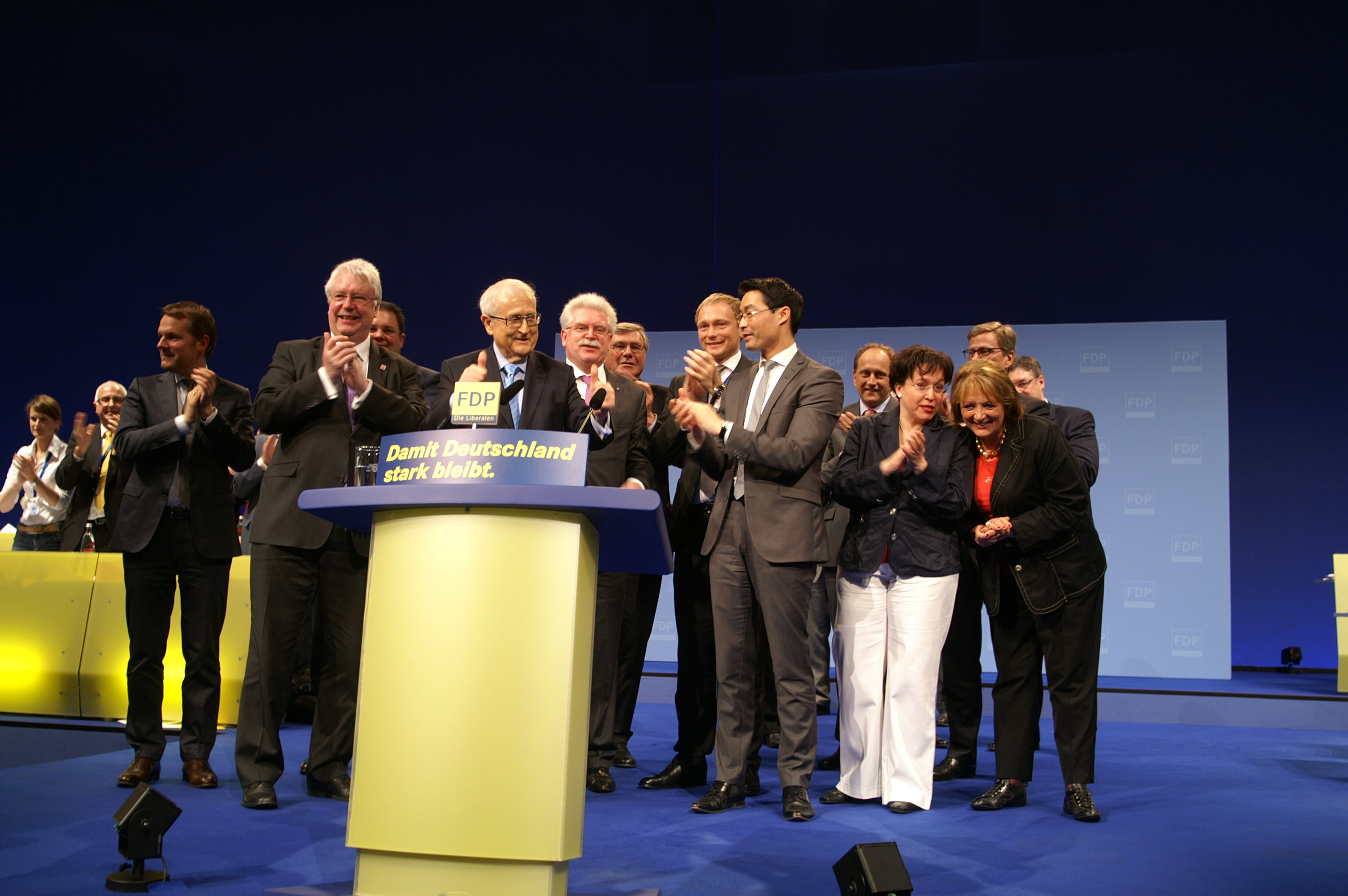
Bundesparteitag 2013 in Berlin

Den Bundesparteitag der FDP 2013 hielt die Freie Demokratische Partei (FDP) am 9. und 10. März 2013 in Berlin ab. Es handelte sich um den 64. ordentlichen Bundesparteitag der FDP in der Bundesrepublik Deutschland.

## Verlauf
Wenige Monate vor der Bundestagswahl 2013 wurde Philipp Rösler in seinem Amt als Parteivorsitzender bestätigt. Der Parteitag stand unter dem Motto „Damit Deutschland stark bleibt“.

## Bundesvorstand
Dem Bundesvorstand gehörten nach der Neuwahl im März 2013 an:
| Vorsitzender                 | Philipp Rösler |
| Stellvertretende Vorsitzende | Sabine Leutheusser-Schnarrenberger, Christian Lindner, Holger Zastrow |
| Schatzmeister                | Otto Fricke |
| Beisitzer im Präsidium       | Jörg-Uwe Hahn, Birgit Homburger, Wolfgang Kubicki |
| Generalsekretär              | Patrick Döring (seit 2012) |
| Beisitzer im Bundesvorstand  | Uwe Barth, Lasse Becker, Nicola Beer, Gregor Beyer, Stefan Birkner, Marco Buschmann, Sylvia Canel (seit 2012), René Domke, Christian Dürr, Angela Freimuth, Heiner Garg, Thomas Hacker, Hauke Hilz, Heinrich Kolb, Martin Lindner, Michael Link, Oliver Luksic, Horst Meierhofer, Gesine Meißner, Jan Mücke, Cornelia Pieper, Gisela Piltz, Florian Rentsch, Mieke Senftleben, Joachim Stamp, Katja Suding, Linda Teuteberg, Michael Theurer, Florian Toncar, Johannes Vogel, Roland Werner, Volker Wissing, Hartfrid Wolff, Martin Zeil |
| Ehrenvorsitzende             | Hans-Dietrich Genscher, Walter Scheel |